# Самарская психиатрическая больница
Самарская областная психиатрическая больница — методический центр психиатрии в Поволжье.

## История

### XIX век
27 ноября 1888 года в Самаре была открыта больница для душевнобольных. Впервые речь о необходимости такого лечебного заведения повели на съезде земских врачей, который проходил с 4 по 14 октября 1875 года. Просьба была услышана только спустя несколько лет.
В апреле 1884 года губернская земская управа приобрела почти за 19 тысяч рублей участок земли в восьми километрах от Самары в местечке под названием Томашев Колок. Архитектор В. В. Штром спроектировал здание больницы, и 1 августа 1886 года оно было заложено. На торжествах присутствовали губернатор Александр Дмитриевич Свербеев, городской голова Пётр Владимирович Алабин.
Строительство больницы шло более двух лет. Только в ноябре 1888 года она смогла принять первых пациентов.
29 ноября 1888 года сюда поступили первые пациенты (187 человек). Директором клиники стал Иван Христианович Акерблом. Два каменных здания и два деревянных павильона больницы были оборудованы с учётом новейших технических требований той эпохи. Имелась паровая прачечная, вода в баки подавалась из артезианского колодца при помощи насоса системы Верлингтона. В 1910 году при больнице стала действовать даже электростанция.
В 1889 году на территории больницы состоялось освещение закладки церкви, которую решено было построить в ознаменование спасения царской семьи при железнодорожной катастрофе 17 октября 1888 года и для отправления религиозных потребностей больных-христиан. К концу года церковь начала действовать. В настоящее время не сохранилась.
Основным видом лечения в ту эпоху была трудовая терапия. В 1889 году на территории больницы организовали опытное поле. В зимнее время больные ухаживали за цветами в оранжерее. Позже появились специальные мастерские: столярная, портняжная, сапожная, корзиночная и др.
В отчёте за 1896 год находим упоминание о наличии в больнице библиотеки, музыкальных инструментов (гармоники, балалайки, гитары), игр (шашки, карты). Изредка больным показывали так называемые «туманные картины». В воскресенье и праздничные дни для больных устраивались нехитрые развлечения: зимой — катание с горок, летом гуляния, игры в лапту, «гигантские шаги», качели и др.
Важной вехой в истории больницы стал 1897 год. Была отменена плата за лечение «острых больных», а для жителей губернии снижена с 9 до 6 рублей в месяц. При больнице открыли школу. Наконец, работать сюда пришёл Степан Александрович Беляков, ставший вскоре её директором. Степан Александрович, будучи студентом военно-медицинской академии, принимал участие в турецкой кампании, заведовал в Болгарии военным госпиталем. Полковой врач написал несколько работ по психиатрии, выступал в качестве эксперта в уголовных процессах. Он руководил этим медицинским учреждением до 1909 года.
На состоявшемся в 1903 году съезде врачей губернии было отмечено, что Самарская больница — одна из лучших провинциальных больниц России и что ни разу за время её существования не было отказано ни одному больному в приёме за неимением места.
В 1911 году директором больницы для душевнобольных стал действительный статский советник Владимир Николаевич Хардин.

### 1917—1941
Трудности военного, а затем и революционного времени отразились и на психиатрической больнице. Стало резко увеличиваться поступление больных из числа военных, беженцев и военнопленных. Больница была переполнена. Тем не менее, в 1917 году земская управа вынесла предложение о её ликвидации.
В 1918 году больница находилась в состоянии полнейшей разрухи, вызванной войной, голодом и непрекращающимися эпидемиями сыпного и возвратного тифа, «испанки». Тяжёлое состояние больницы, отсутствие медицинского персонала приводило к высокой смертности больных и отказу в приёме больных на лечение.
Положение ещё более усугублялось из-за политических репрессий, коснувшихся ведущих специалистов. Так, ЧК был арестован высокообразованный врач-психиатр, один из основателей больницы и её главный врач, доктор медицины В. Н. Хардин только за то, что он был членом партии кадетов. Правда вскоре, по личному ходатайству Валериана Владимировича Куйбышева, он был освобождён. Остро стоял вопрос о закрытии больницы. Понимая свой врачебный и гражданский долг перед обществом, врачи больницы обратились с письмом к руководству Республики с просьбой о сохранении больницы и согласием работать в ней бесплатно.
К 1922 году, с завершением гражданской войны, больнице был присвоен статус губернского и государственного значения. Коечный фонд больницы составлял в то время 150 коек, однако с годами он увеличивался, хотя новых лечебных помещений не прибавлялось. Обеспечение больных продуктами питания было ограничено. Из-за недостатка топлива не работал водопровод, и больница пользовалась водой из открытого водоёма, от чего страдало её санитарное состояние.
К 1927 году в больнице имелось 350 штатных коек, а на лечении находилось более 400 пациентов.
В 1929 году открылся психоневрологический диспансер, в 1934 году на его базе была создана кафедра психиатрии. Тогда и стали происходить существенные изменения в оказании психиатрической помощи в Самаре. Улучшились материально-техническая и лечебная базы больницы: появились аптека, клинико-диагностическая лаборатория, патологоанатомическое отделение.
С открытием кафедры и клиники центр оказания психиатрической помощи переместился из загородной больницы в диспансер. Отрезанная от городских коммуникаций и дорог, больница превращалась в больницу для лечения хронических больных, хотя её материально-техническая и лечебная базы упрочились: была построена аптека, патологоанатомическое отделение, клинико-диагностическая лаборатория. Было организовано детское отделение.

### 1941—1960
К началу Великой Отечественной войны в штате больницы было 25 врачей, психолог и 106 средних медицинских работников. Война прервала наметившиеся положительные изменения в жизни больницы. Ушли на фронт почти все мужчины из персонала больницы, каждый десятый погиб на войне. Вновь пришлось переживать нужду, голод, холод.
В помещениях больницы нашли приют десятки эвакуированных семей, ещё более стесняя больных. Больница работала с чрезвычайной нагрузкой, в неё поступали больные не только из территории обслуживания, но из областей и республик СССР, бывших в оккупации, или из военных госпиталей. Неоднократные обращения больницы и облздравотдела к руководству области и Министерству о строительстве новых помещений не имели успеха, хотя и принимались решения об этом на правительственном уровне.
В тяжёлые военные и послевоенные годы за выживание больницы и её пациентов, вместе с персоналом, боролись её тогдашние руководители Я. Б. Ашкенази (1939—1949) и Е. К. Работалова (1949—1959). Е. К. Работалова в течение нескольких лет заведовала и отделением, оказывающим специализированную помощь детям с глубоким слабоумием и психическими расстройствами. Проводились активная терапия, использовались все современные для того времени методы. В отделении открылись школьные классы, что дало возможность сочетать лечение с учёбой.
К концу 1959 года в областной психиатрической больнице в зданиях, выстроенных ещё в дореволюционный период и рассчитанных на содержание 200—250 больных, находилось 1300 больных, из которых около половины не имели кроватей и размещались на полу, больные были плохо обеспечены постельным и нательным бельем, верхней одежды и обуви практически не было. Больница не имела подъездных путей, из-за этого в распутицу больных, направленных для госпитализации, вели несколько километров пешком, продукты доставлялись только трактором.
В том же году на пост главного врача Куйбышевской психиатрической больницы вступил Ян Абрамович Вулис, до 2001 года бессменный её руководитель и заслуженный врач России. Под его руководством были проведены большие реконструкционные работы, в два раза расширилась лечебная база.

### 1960—1990
В 1960-е годы получила развитие лечебно-трудовая терапия. Развёрнутые на базе психиатрической больницы лечебно-производственные мастерские стали центром этого вида психиатрической помощи в городе Куйбышеве.
С 1970 года при Куйбышевской психиатрической больнице была открыта интернатура по психиатрии. Прошедшие в ней обучение специалисты составили основной штат врачей-психиатров Куйбышевской (затем Самарской) области, среди них были те, кто стали руководителями психиатрических учреждений и подразделений.
С 1970-х по 1980-е годы в областной психиатрической больнице построили дополнительные помещения для лечебным отделений, а также хозяйственные помещения. В 1988 году был построен новый типовой корпус больницы на 240 мест. Это дало возможность существенно улучшить условия содержания больных, расширить число вспомогательных кабинетов, а с открытием нового корпуса — перевести в больницу кафедру психиатрии медицинского института. Сама больница стала базой преподавания психиатрии для основных факультетов института, а также научно-практическим и организационным центром психиатрической помощи в области.
В середине 1980-х в больницу была переведена кафедра психиатрии Куйбышевского медицинского института, а сама больница стала базой преподавания психиатрии для основных факультетов института.
В январе 1987 года все внебольничные психиатрические учреждения Куйбышева были объединены в Куйбышевский городской психоневрологический диспансер, которым с момента его образования руководил В. А. Шелепов, а после его смерти — Геннадий Григорьевич Фурсов. Затем главным врачом стал кандидат медицинских наук Михаил Соломонович Шейфер.
В 1988 году в диспансере было создано логопедическое отделение с дневным стационаром на 50 мест, а в 1989 году диспансерное отделение № 1 было переведено в реконструированное здание, где разместилось на 2000 м² (вместо прежних 250 м²). При отделении был открыт дневной стационар на 180 мест. Самарский городской психоневрологический диспансер имеет в своём штате 260 сотрудников, из них 68 врачей и 101 медицинскую сестру[уточнить]. Диспансер имеет 4 отделения и четыре дневных стационара с общим количеством мест в них — 490. Он обеспечивает амбулаторной психиатрической помощью население города Самары. Лечение в дневных стационарах позволило сократить госпитализацию в психиатрический стационар, уменьшить расходы на оказание психиатрической помощи. По обеспеченности местами в дневных стационарах город Самара находится на третьем месте в России.
В качестве консультантов в клинике стали работать врачи различных медицинских специальностей, в том числе инфекционист, окулист, стоматолог, отоларинголог, гинеколог, дерматолог, венеролог и др.

### 2010-е
По словам главного врача Самарской психиатрической больницы Михаила Шейфера, ежегодно в это медучреждение недобровольно госпитализируют более 30 % пациентов. По данным за 2012 год, на лечение было направлено 4732 человека, 1776 пациентов из них — недобровольно по решению суда.

## Инциденты
- Прокуратура Самарской области выявила, что в октябре 2009 года медучреждение заключило с ООО «Реанта» госконтракт на проведение работ по замене сгораемых конструкций, перекрытий, перегородок, полов с усилением фундаментов и восстановлением несущей способности кирпичных стен на сумму более 12 млн рублей. Работы на сумму свыше 4 млн рублей фактически не были выполнены, однако акт приёма-сдачи был подписан больницей, а работы оплачены. Кроме того, сотрудники прокуратуры установили, что ряд работ принят и оплачен заказчиком по завышенной стоимости. Прокуратура вынесла в адрес руководителя психбольницы представление, по результатам рассмотрения которого два должностных лица были привлечены к дисциплинарной ответственности[3].
- По данным прокурорской проверки в 2013 году, ГУЗ «Самарская психиатрическая больница», будучи опекуном нескольких сотен больных, распоряжалась недвижимостью пациентов в своекорыстных целях[4]. Данная статья была основана на материалах проверки прокуратуры Промышленного района г. Самара, результаты которой были отменены проверкой прокуратуры Самарской области, не усмотревшей в деятельности учреждения коррупционной составляющей. Областной прокуратурой были приняты меры по недопущению прокурором Промышленного района отражения в актах прокурорского реагирования непроверенной информации и необоснованных оценок, в адрес главного врача были принесены извинения[5].

- 20 июля 2014 года в СМИ появилась информация, что в больнице произошёл пожар и погибло двое её пациентов. Следственный комитет инициировал доследственную проверку[6]. В ответе на запрос ГБУЗ «Самарская психиатрическая больница» Главное управление МЧС России по Самарской области отметило, что пожаров и возгораний в январе — августе на территории больницы не регистрировалось.[7]

- 7 мая 2015 года в отношении заведующего одного из отделений ГБУЗ «Самарская психиатрическая больница» было возбуждено уголовное дело. 9 апреля 2015 года подозреваемый, по версии следствия, получил 20 тысяч рублей от женщины за дальнейшее пребывание её мужа в стационаре, в то время как медицинских показаний для его дальнейшего содержания в больнице не было[8].

- Три отделения больницы были закрыты, в связи с тем что здания, в которых они находились, не соответствовали требованиям пожарной безопасности. На территории учреждения находятся ещё три корпуса, нарушающие противопожарные правила, но закрыть их пока не представляется возможным: для этого необходимо построить новый корпус[9][10].